# محمدابراهیم جعفری
محمدابراهیم جعفری (۱۳۱۹–۱۸ فروردین ۱۳۹۷) نقاش نوگرا و شاعر معاصر، عضو هیئت علمی دانشگاه هنر ایران و انجمن هنرمندان نقاش ایران بود. وی در بیِنال‌های مختلف داخلی و خارجی به عنوان داور حضور فعال داشت. شعر ترانهٔ «چو مرغ شب» از سروده‌های اوست.

## آغاز زندگی
محمدابراهیم جعفری متولد شهر بروجرد استان لرستان بود. پدرش بازرگان و باغدار بود. او دبستان را در مدرسه فردوسی گذراند و در دبیرستان، رشته ادبیات خواند. در بروجرد تحت تأثیر نقاش قهوه‌خانه‌ای به نام «فانی» رو به نقاشی آورد و اولین آثار خویش را کشید. معلم هنر دبیرستان او به نام «دعوتی» مشوق و راهنمای او بود تا نقاشی را جدی‌تر پی بگیرد. از نوجوانی به شعر گفتن روی آورد و با الهام از طبیعت پیرامون خود شعر می‌گفت. سال پنجم دبیرستان به مدرسه دارالفنون تهران رفت و آنجا با مفاهیم روز ادبیات و نقاشی آشنا شد.

## دانشگاه
سال ۱۳۳۸ در پردیس هنرهای زیبای دانشگاه تهران تحصیل نقاشی را آغاز کرد. در آنجا در گارگاه علی‌محمد حیدریان (از مؤسسان پردیس هنرهای زیبای دانشگاه تهران و شاگرد کمال‌الملک) و محمود جوادی‌پور حاضر شد. بعدها در کارگاه جوادی‌پور با محسن وزیری‌مقدم آشنا شد. این آشنایی باعث پیشرفت او شد و به اتفاق اصغر محمدی و غلامحسین نامی با هم به سفرهای کوتاه و بلند رفتند. در میان دانشجویان هنر آن زمان، جعفری، محمدی و نامی به «سه تفنگ‌دار معروف» بودند. این سفرها چهل سال ادامه داشتند. این سه نفر، از تابستان ۱۳۴۸ به سفرهای اروپا رفتند.

## حضور در جشنواره‌ها
جعفری سابقه حضور فردی و گروهی مختلفی در نمایشگاه‌های داخلی و خارجی از جمله نخستین نمایشگاه خیابانی تهران در سال ۱۳۴۲ (به تلاش محسن وزیری‌مقدم)، بی‌ینال یا دوسالانه پاریس در سال ۱۳۴۸، جشنواره هنر کنی سور مرن در جنوب فرانسه در ۱۳۵۵، کسب جایزه ملی این کشور در سال ۱۳۵۳ نقاشان معاصر ایران در آلمان، بال سوئیس، هنرمندان منتخب ۳۸ کشور در پاریس، نقاشان پیشرو در واشینگتن، دی.سی. (واش آرت) و نمایشگاه‌های هنرمندان معاصر ایران در مراکش، لندن، مسکو، کانادا، اسپانیا و ارمنستان را داشت.

## فعالیت‌های عملی
جعفری به عنوان مؤسس کانون هنرهای تجسمی شناخته می‌شود.
از دیگر فعالیت‌های او می‌توان به همکاری با فیروز شیروانلو در شکل‌گیری فرهنگ‌سرای نیاوران، «برنامه‌ریزی و طراحی آموزش هنر» و کار و مطالعه در کوی بین‌المللی هنرهای پاریس، همکاری آموزشی با دانشگاه نوریچ آمریکا و دانشگاه‌های هنر اصفهان، یزد، کرمان و دانشگاه آزاد تهران و اجراهای فی‌البداهه با عنوان «صلح تن به تن» برای ایجاد ارتباط تبادل نظر نقد و گفت‌وگو در ارتباط با نمایشگاه‌های هنرهای تجسمی نام برد.

## سبک کار

### شعر
خود او می‌گوید اینکه در خانه‌ای روستایی بزرگ شده و در طبیعت زندگی کرده به او در خلق آثارش کمک کرده‌است. او ترانه‌های نخستین را با الهام از فضای طبیعت محلی می‌نوشته و اینگونه مناظر را تصویر می‌کرده‌است. به همین دلیل، حس ترانه‌های محلی و فولکلور را به مخاطب القا می‌کرده‌است. «چون مرغ شب خواندی و رفتی» نام مجموعه ترانه‌های اوست.
او دربارهٔ فضای فرهنگی انقلاب ۱۳۵۷ ایران و جنگ ایران و عراق می‌گوید:
دهه شصت را / در مهتاب شمردم، / دوازده بهار کوتاه بود
در یک زمستان بلند/ در آفتاب شمردم، / سیزده زمستان کوتاه بود/ در یک بهار بلند
اگر ریشه در خاک داری/ می‌رویی/ چه باور کنی، چه انکار/ شاخه‌ها را
سرما و گرما می‌سوزاند/ ریشه‌ها را نه/ می‌پرسی/ دهه شصت چگونه گذشت؟
این ضرب‌المثل را هیچ‌کجا نشنیده‌ام/ تفنگت را که گرفتند/ تیروکمان کودکیت/ خطا نمی‌کند.

### نقاشی
جعفری در نقاشی‌های خود از آبرنگ، آب‌مرکب، استفاده از گِل و گواش، و استفاده از ماده زمینه‌ای پلاستوفوم (یونولیت) استفاده می‌کرد. در دوران جنگ ایران و عراق او با به‌کارگیری رنگ‌های تیره و سیاه در نقاشی‌های آبرنگ خود، خرابه‌ها را به تصویر می‌کشد.
جعفری در آخرین نمایشگاه خود در سال ۱۳۷۷ با عنوان «کتیبه‌های خوانده نشده» نقاشی‌های خود را با الهام از این شعر نادر نادرپور کشیده شده بود:
در شهر ناشناخته‌ای گام می‌زدم / دیوارهای شهر مرا می‌شناختند…

## درگذشت
محمدابراهیم جعفری، در شامگاه شنبه ۱۸ فروردین ۱۳۹۷ بر اثر سکته مغزی در سن ۷۸ سالگی در بیمارستان مدائن تهران درگذشت.

## آثار
- چو مرغ شب، خواندی و رفتی: ترانه‌های محمدابراهیم جعفری، نشر مشکی.
- در اولین سالگرد درگذشت محمد ابراهیم جعفری کتاب گزیدهٔ اشعار وی به نام «بوی کاهگل آواز پرنده» و کتاب زندگینامهٔ او تحت عنوان «ابری به دشت خاطره می‌بارد» انتشار یافت.[۶] کمی بعد، گزیده نقاشی‌های او در کتابی به نام «سفر با ماه» نیز چاپ شد.[۷]